# Хоростовский сельсовет
Хоростовский сельсовет — административная единица на территории Солигорского района Минской области Республики Беларусь. Административный центр — агрогородок Хоростово.

## Состав
Хоростовский сельсовет включает 7 населённых пунктов:
- Барань Гора — деревня.
- Груздово — деревня.
- Новина — деревня.
- Пузичи — деревня.
- Раховичи — деревня.
- Хоростово — агрогородок.
- Челонец — деревня.

## Культура
- Музей партизанского края имени В. З. Коржа в аг. Хоростово